# Rivière aux Pins (Boucherville)
Pour les articles homonymes, voir Rivière aux Pins.
La rivière aux Pins est un tributaire de la rive-sud du fleuve Saint-Laurent, coulant dans la ville de Boucherville, dans la région administrative de la Montérégie, au sud-ouest de la province de Québec, au Canada.
La partie intermédiaire de ce cours d'eau délimite la zone agricole et la zone urbaine de Boucherville.
La surface de la rivière est généralement gelée de la mi-décembre à la fin mars. La circulation sécuritaire sur la glace se fait généralement de fin décembre à début mars. Le niveau de l'eau de la rivière varie selon les saisons et les précipitations.

## Géographie
Les principaux bassins versants voisins de la rivière aux Pins sont :
- côté nord : rivière Saint-Charles, ruisseau du Pays Brûlé ;
- côté est : La Grande Décharge, ruisseau Narbonne ;
- côté sud : rivière Sabrevois ;
- côté ouest : fleuve Saint-Laurent.

La rivière aux Pins prend sa source au cœur de la ville de Boucherville le long de la rue de la Rivière-aux-Pins laquelle délimite le côté ouest du Parc de la Rivière-aux-Pins. Ce cours d'eau coule sur 5,7 km, avec une dénivellation de 3 m, selon les segment suivants :
- 4,2 km vers le Nord en zone urbaine entre la voie ferrée (située du côté ouest) et la route 132 (située du côté Est) où elle recueille le ruisseau des Frênes (venant du sud-est), jusqu'au chemin de fer ;
- 1,5 km vers le nord-ouest en zone agricole et traversant un marais dans le Parc de la Frayère, jusqu'à son embouchure[2].

L'embouchure de la rivière aux Pins est située sur la rive sud-est du fleuve Saint-Laurent, face au secteur sud des îles de Varennes, à l'endroit nommé "La Frayère", soit à :
- 3,2 km à l'est de la rive de Pointe-aux-Trembles ;
- 3,1 km en amont de l'embouchure de la rivière Saint-Charles ;
- 8,1 km au nord du pont-tunnel Louis-Hippolyte-La Fontaine.

## Toponymie
Cette désignation descriptive fait référence aux pins rouge et blanc qui peuplaient jadis ses rives. Cette désignation lui a été attribuée dès la fin du XVIIe siècle. Le cours d'eau a aussi été désigné Rivière De Muy, soit le nom d'un fief concédé en 1695 et situé près de son embouchure.
Le toponyme "rivière aux Pins" a été officialisé le 5 décembre 1968 à la Commission de toponymie du Québec.